# Comuna Voroniv, Rohatîn
Voroniv (în ucraineană Воронів) este o comună în raionul Rohatîn, regiunea Ivano-Frankivsk, Ucraina, formată din satele Krîvnea, Lîpivka și Voroniv (reședința).

## Demografie
Componența lingvistică a comunei Voroniv
     Ucraineană (99,74%)
     Alte limbi (0,26%)
Conform recensământului din 2001, majoritatea populației comunei Voroniv era vorbitoare de ucraineană (99,74%), existând în minoritate și vorbitori de alte limbi.